# Roland de Pury
Pour les articles homonymes, voir de Pury.
Roland de Pury, né le 15 novembre 1907 à Neuchâtel (Suisse) et mort le 24 janvier 1979 dans le 1er arrondissement de Lyon, est un pasteur protestant suisse, connu pour son engagement en faveur des Juifs lors de la Seconde Guerre mondiale. Durant sa vie entière, il a combattu pour les droits de l'homme, en s'engageant contre le nazisme, puis en dénonçant la torture pendant la guerre d'Algérie, aussi bien que le régime de l'Union soviétique.
Il est l'auteur d'un Journal de cellule écrit pendant sa captivité et d'une vingtaine d'ouvrages de théologie.

## Les études
Roland de Pury est né en Suisse en 1907. Après des études de lettres anciennes, ayant obtenu une licence à l'université de Neuchâtel, il songe à devenir écrivain. Connaissant une sorte de conversion, il se rend à Paris au cours de l'automne 1929 pour y étudier la théologie protestante. Avec son ami Denis de Rougemont, il fonde en novembre 1932 la revue Hic et Nunc liée à la Fédération française des associations chrétiennes d'étudiants, la « Fédé »,. En 1932 il étudie à Bonn chez Karl Barth et devient son disciple.

## La résistance spirituelle et l'aide aux réfugiés juifs
Après un poste de pasteur dans une paroisse réformée en Vendée, en 1937, Roland de Pury s'installe au temple des Terreaux, rue Lanterne à Lyon. En 1940, avec son épouse Jacqueline, il prend la tête d'un mouvement de résistance spirituelle et aide les Juifs persécutés à quitter la France en direction de la Suisse.
Le 14 juillet 1940, il fait une prédication dans laquelle il s'oppose fermement au nazisme, au maréchal Pétain et à la collaboration du régime de Vichy. Ce prêche, intitulé « Tu ne déroberas point », fait partie des premiers appels à la Résistance spirituelle au nazisme en France. Roland de Pury sera, en septembre 1941, l'un des signataires des thèses de Pomeyrol, première affirmation collective en la matière.
À Lyon, en novembre 1941, il crée avec la jeune assistante sociale Françoise Seligmann, qui vient d'adhérer au mouvement Combat, une chaîne d'évasion vers la Suisse, passant par le village d'Archamps. 
Après l'occupation de la Zone libre par les forces allemandes en novembre 1942 et l'installation de la Gestapo à Lyon, très vite les Allemands repèrent le discret va-et-vient des réfugiés juifs dans le presbytère. Roland de Pury est arrêté un dimanche, dans son église. Malgré l'intervention du pasteur Marc Boegner et du cardinal Pierre Gerlier, il est détenu durant plusieurs mois par les Allemands à la prison Montluc de Lyon, où il rédige son Journal de cellule. Cet emprisonnement a inspiré le personnage du pasteur Deleyris, dans le film Un condamné à mort s'est échappé de Robert Bresson (1956).
Il n'échappe à la déportation que grâce à sa nationalité suisse. Relâché contre des espions allemands arrêtés en Suisse, le pasteur se réfugie à Neuchâtel avec sa famille. Dès la Libération, il retourne à Lyon et retrouve sa chaire.

## Les années de l'après-guerre
Roland de Pury entre alors dans une période d'intense activité littéraire. Il écrit notamment un petit livre intitulé Qu'est-ce que le Protestantisme ?, préfacé par Pierre Bourguet, président de l'Église réformée de France.
Dans les années 1960 et 1970, le pasteur devient missionnaire du Service protestant de Mission. Il séjourne, entre autres, au Cameroun et à Madagascar. Il s'élève contre la colonisation et dénonce la torture pratiquée pendant la guerre d'Algérie. Il termine sa carrière comme pasteur à Aix-en-Provence, prêchant au temple protestant d'Aix, rue Villars.
En 1976 l'association juive Yad Vashem, qui travaille à la reconnaissance de la Shoah, lui décerne, ainsi qu'à Jacqueline son épouse, la médaille de Juste parmi les nations.
Il meurt en 1979.

## Publications

### Ouvrages
- Journal de cellule, précédé de Le combat du chrétien, Paris, Je Sers, 1944.
- Ton Dieu règne - 14 prédications, Neuchâtel, Delachaux & Niestlé, 1946.
- Lettres d'Europe. Un jeune intellectuel dans l'entre-deux-guerres. 1931-1934, Genève, Labor et Fides, 2010  (ISBN 978-2-8309-1372-9) Présentation sur le site de l'éditeur
- Qu'est-ce que le Protestantisme ?, Paris, Librairie protestante, 1961 (coll. Les Bergers et les Mages), 160 p.
- Job ou l'homme révolté  1958 Labor et Fides

### Participation ouvrage collectif militant
- Hervé Bazin, Marc Beigbeder, Jean-Marie Domenach, Francis Jeanson, Michel Leiris, Jacques Madaule, Marcel Mer, Jean Painlevé, Roger Pinto, Jacques Prévert, Roland de Pury, J.H. Roy, Vercors et Louis de Villefosse (préf. Jean-Paul Sartre), L'Affaire Henri Martin : Commentaire de Jean-Paul Sartre (Collectif), Paris, Gallimard, coll. « nrf / Hors série Connaissance », 29 octobre 1953, 296 p. (ISBN 2-07-024836-4, présentation en ligne).